# Combaillaux
Combaillaux este o comună în departamentul Hérault din sudul Franței. În 2009 avea o populație de 1.441 de locuitori.

## Evoluția populației
| An        | 1975 | 1982 | 1990 | 1999  | 2006  | 2009  |
| --------- | ---- | ---- | ---- | ----- | ----- | ----- |
| Populație | 158  | 446  | 954  | 1.285 | 1.427 | 1.441 |